# Game Boy Advance SP
Il Game Boy Advance SP (dove SP sta per Super Pocket) è una versione migliorata della console portatile Game Boy Advance. Lo schermo dell'SP, leggermente più grande di quello del GBA, è montato su uno sportellino richiudibile. Inoltre il monitor è dotato di illuminazione frontale, la quale può essere spenta quando non se ne ha più bisogno. Un'altra novità consiste nella presenza della batteria al litio ricaricabile che consente fino a 10 ore consecutive di gioco con l'illuminazione attiva, 18 con l'illuminazione spenta. Game Boy Advance SP è retrocompatibile e in grado di leggere i giochi di tutti i suoi predecessori.
- Lunghezza: 84,6 mm
- Larghezza: 82 mm
- Altezza: 24,3 mm

In un'intervista l'allora presidente di Nintendo, Satoru Iwata, ha reso noto che nello sviluppo del Game Boy Advance SP fu provata la tecnologia del 3D stereoscopico che (seppur funzionante) venne poi abbandonata in quanto la bassa risoluzione non consentiva un effetto abbastanza d'impatto rispetto alla spesa prevista per implementare tale tecnologia. Presumibilmente, proprio da questo esperimento fallimentare venne trovata ispirazione per il Nintendo 3DS, immesso sul mercato poi nel 2011.

## Specifiche tecniche e caratteristiche generali
- CPU ARM a 32-bit, 16,78 Mhz di frequenza clock.
- GPU Custom 2D core.
- 384 kB di RAM totale, di cui 32 kB di RAM generale + 96 kB di VRAM interna alla CPU e 126 kB di WRAM esterna alla CPU.
- Schermo TFT anti-riflesso da 2,9 pollici con retroilluminazione, risoluzione massima di 240×160, aspect ratio 3:2, grande 40,8 mm × 61,2 mm, 32.768 colori possibili, 511 colori simultanei in modalità testo e 32.768 colori simultanei in modalità bitmap.

- Dimensioni (in mm) = Lunghezza 84,6 mm, larghezza 82 mm ed altezza 24,3 mm.

- Peso (in g) = 143 grammi.
- Batteria al litio ricaricabile, 10 ore di gioco continuo (18 con la retroilluminazione spenta) per circa 3 ore di ricarica.
- Gioco online assente.[3][4]